# برتل برمن
برتل برمن (انگلیسی: Bertel Broman; ۲۱ اوت ۱۸۸۹ – ۱۱ مهٔ ۱۹۵۲) قایقران قایق بادبانی اهل فنلاند بود.